# Jack Dunn
John Edward Powell "Jack" Dunn (* 28. März 1917 in Royal Tunbridge Wells, England; † 16. Juli 1938 in Hollywood, Los Angeles, USA) war ein britischer Eiskunstläufer, der im Einzellauf startete.
Er wurde bei der Weltmeisterschaft 1935 in Budapest Vize-Weltmeister hinter Karl Schäfer. Bei den Olympischen Spielen 1936 erreichte er den sechsten Platz. 
Dunn war ein enger Freund und Liebhaber von Sonja Henie. Nach den Olympischen Spielen 1936 begleitete er Henie in die USA und wurde für die nächsten zwei Jahre ihr Eislaufpartner in ihrer Show, mit der sie durch die USA tourte. Die Beziehung endete, als Henie eine Affäre mit Tyrone Power begann. Kurz darauf starb Jack Dunn an den Folgen von Tularämie, mit der er sich angesteckt hatte, als er auf einer Jagd in Texas mit einem infizierten Hasen in Berührung gekommen war.

## Ergebnisse
| Wettbewerb / Jahr       | 1934 | 1935 | 1936 |
| ----------------------- | ---- | ---- | ---- |
| Olympische Winterspiele |      |      | 6.   |
| Weltmeisterschaften     |      | 2.   | 4.   |
| Europameisterschaften   | 6.   | 4.   |      |